# Marc Roberts
Marc Roberts, nome artístico de Séan Hegarty (Crossmolina, Mayo, 25 de junho de 1968), é um cantor irlandês. Foi o representante de seu país no Festival Eurovisão da Canção 1997 com a canção Mysterious Woman.